# ミルコ・ボボツォフ

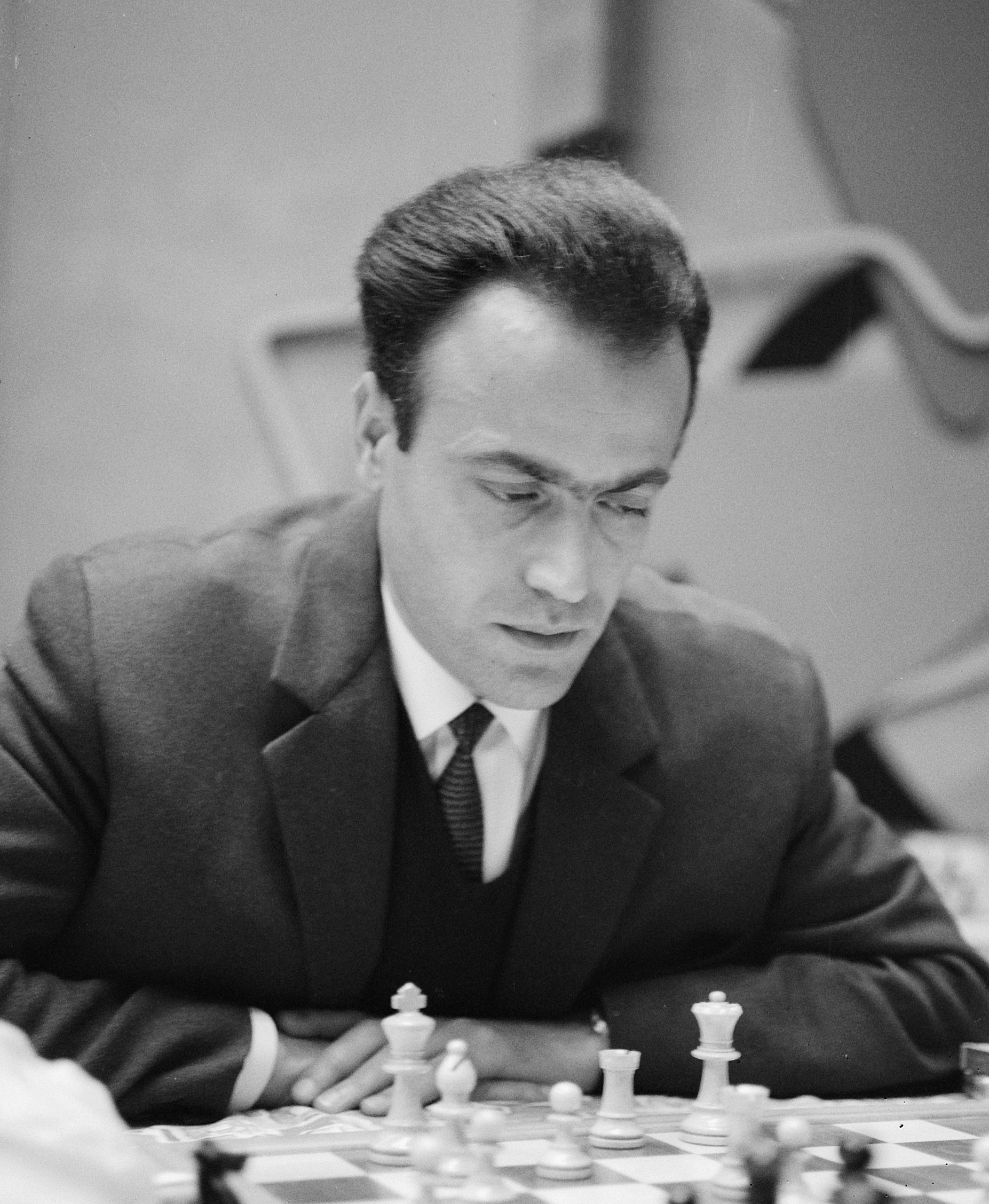
ミルコ・ゲオルギエフ, 1965

ミルコ・ゲオルギエフ・ボボツォフ（ブルガリア語: Милко Георгиев Бобоцов, ラテン文字表記：Milko Georgiev Bobotsov, 1931年10月30日 - 2000年4月3日）は、ブルガリアのチェス選手。
プロヴディフの生まれ。1958年のブルガリア国民選手権で優勝し、1961年にブルガリア人として初めて国際グランドマスターのタイトルを授かった。1967年にモスクワで開かれたアレクサンドル・アレヒン記念トーナメントでは2位タイ。1957年にヴァルナ、1964年にペーチ、1971年にサラエボで開かれた大会でも優勝したが、1972年に脳梗塞で倒れ引退を余儀なくされた。本業は器械体操のインストラクターであった。
2000年に首都ソフィアにて没。妻は女子チェスグランドマスターのアントニア・イヴァコワ（2004年没）であった。